# José Manuel Astorga Camus
José Manuel Astorga Camus (Concepción, Reino de Chile, Imperio español, 1778 - Santiago, 6 de julio de 1865) fue un político y militar chileno. 

## Vida
Era hijo de Miguel de Astorga Torres y de Mariana Camus Andrade. Contrajo matrimonio con su sobrina Carmen Zamudio Astorga.
Ingresó en 1810 al Regimiento de Dragones en el bando patriota, participó de las campañas de Independencia y firmó el Reglamento Constitucional Provisorio de Chile de 1812. Ese mismo año fue elegido Regidor por Santiago.
En 1814 participó del desastre de Rancagua, tras el cual marchó a Mendoza donde se reunió con las tropas patriotas al mando de José de San Martín.
Integró la Junta Suprema Delegada de 1817, que designó a Bernardo O’Higgins como Director Supremo. Ese mismo año ascendió al grado de coronel.
Empleado de Aduanas durante el régimen de O’Higgins, colaboró con la redacción de la Constitución Política de Chile de 1818.
Ingresó al Partido Liberal en 1823, oponiéndose al moralismo de la Constitución redactada ese año por Juan Egaña. En 1827 fue elegido Diputado por Santiago, siendo reelegido en 1828 y 1829. Integró en estos períodos la Comisión permanente de Comercio y Artes.
Elegido diputado por Santiago en 1831, reelegido de nuevo en 1837; integró en este período legislativo la Comisión de Gobierno y Relaciones Exteriores, además de la de Hacienda y la Comisión Eclesitástica.
En diversos textos se le confunde con su hermano menor llamado Manuel José Astorga Camus.